# Plawni (Kaliningrad)
Plawni (russisch Плавни, deutsch Plawischken, 1938–1945 Plauendorf) ist ein Ort in der russischen Oblast Kaliningrad. Er gehört zur kommunalen Selbstverwaltungseinheit Munizipalkreis Osjorsk im Rajon Osjorsk.

## Geographische Lage
Plawni liegt am Westrand der Rominter Heide am osero Plawni (Plawischker bzw. Plauendorfer See). Durch den Ort führt eine Nebenstraße, welche die Rajonstadt Osjorsk (Darkehmen/Angerapp) über Jablonowka (Wilhelmsberg) und Gawrilowo (Gawaiten/Herzogsrode) mit dem russisch-polnischen Grenzübergang nördlich der ehemaligen Kreisstadt Goldap (heute polnisch: Gołdap) verbindet. Ein Bahnanschluss besteht nicht.

## Geschichte
Das frühere Plawischken war eine von elf Gemeinden, die am 18. März 1874 den Amtsbezirk Schlaugen (russisch: Torfjanoje) bildeten. Er gehörte bis 1945 zum Landkreis Goldap im Regierungsbezirk Gumbinnen der preußischen Provinz Ostpreußen.

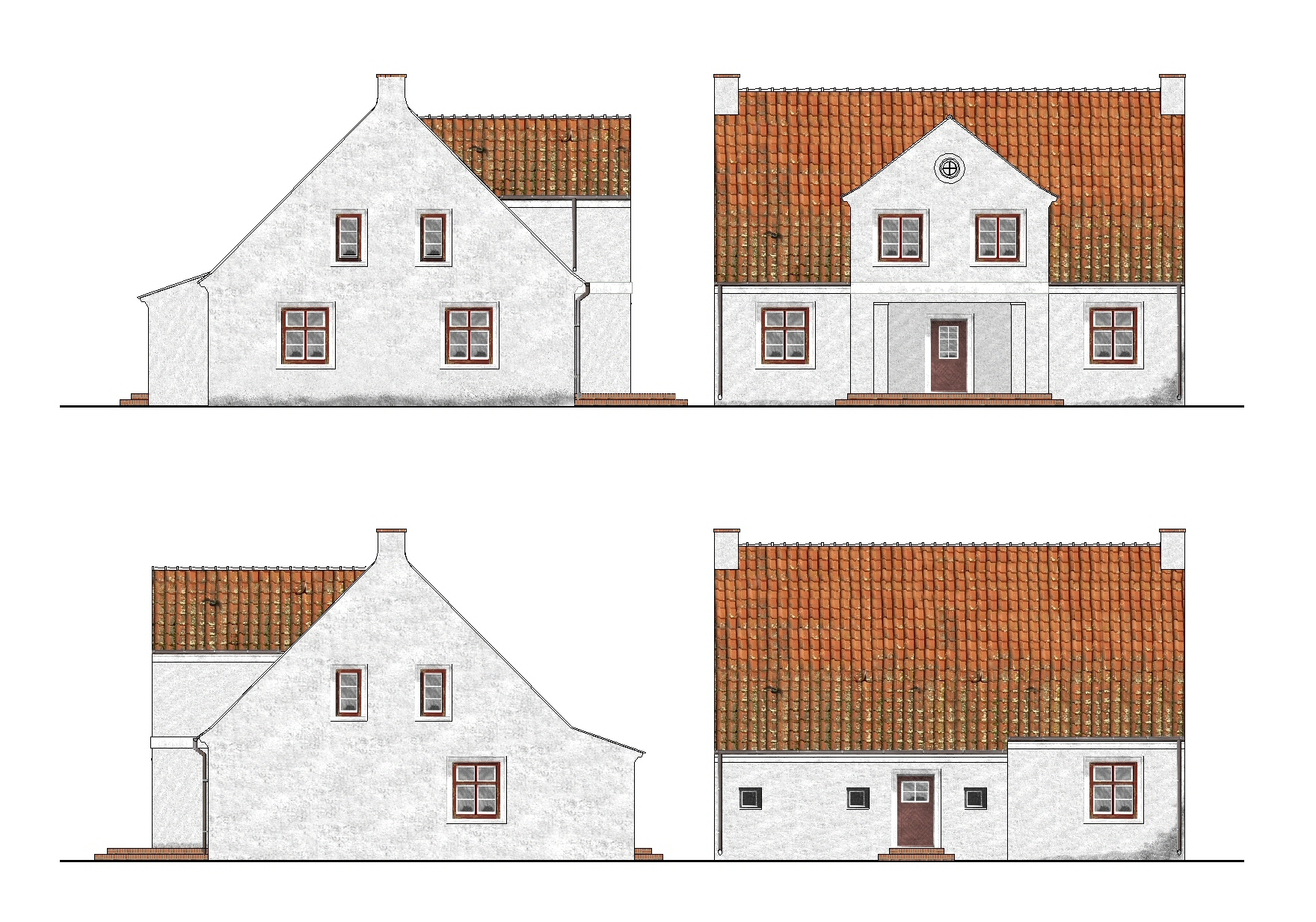
Entwurf für das Wohnhaus Groehn in Plawischken

Nach dem Ersten Weltkrieg wurde in Plawischken ein Soldatenfriedhof für 92 russische und 17 deutsche Soldaten angelegt, die zwischen August 1914 und Februar 1915 gefallen waren. Auch wurde der Ort in ein Wiederaufbauprogramm integriert, u. a. mit dem Wohnhaus Groehn, dessen Entwurf der Goldaper Architekt Hans J. Philipp anfertigte.
Am 3. Juni 1938 – mit amtlicher Bestätigung vom 16. Juli 1938 – erhielt Plawischken im Zuge der nationalsozialistischen Umbenennungsaktion den Namen „Plauendorf“.
Im Januar 1945 wurde der Ort von der Roten Armee besetzt. Die neue Polnische Provisorische Regierung ging zunächst davon aus, dass er mit dem gesamten Kreis Goldap unter ihre Verwaltung fallen würde. Im Potsdamer Abkommen (Artikel VI) von August 1945 wurde die neue sowjetisch-polnische Grenze aber unabhängig von den alten Kreisgrenzen anvisiert, wodurch der Ort unter sowjetische Verwaltung kam. Im November 1947 erhielt der Ort den russischen Namen Plawni und wurde gleichzeitig dem Dorfsowjet Gawrilowski selski Sowet im Rajon Osjorsk zugeordnet. Die polnische Umbenennung des Ortes in Pławiszki im Oktober 1948 wurde nicht mehr wirksam. Von 2008 bis 2014 gehörte Plawni zur Landgemeinde Gawrilowskoje selskoje posselenije, von 2015 bis 2020 zum Stadtkreis Osjorsk und seither zum Munizipalkreis Osjorsk.

### Einwohnerentwicklung
| Jahr | Einwohner |
| ---- | --------- |
| 1910 | 183       |
| 1933 | 177       |
| 1939 | 153       |
| 2002 | 118       |
| 2010 | 89        |

## Kirche
Bis 1945 war Plawischken resp. Plauendorf mit seiner überwiegend evangelischen Bevölkerung mit 28 weiteren Ortschaften in das Kirchspiel Gawaiten (1938–1946 Herzogsrode, russisch: Gawrilowo) eingepfarrt. Es gehörte zum Kirchenkreis Goldap (polnisch: Gołdap) in der Kirchenprovinz Ostpreußen der Kirche der Altpreußischen Union. Letzter deutscher Geistlicher war Pfarrer Wilhelm Schiweck.
Während der Zeit der Sowjetunion kam alles kirchliche Leben zum Erliegen. In den 1990er Jahren entstand in Gawrilowo eine neue evangelische Gemeinde, die zur Kirchenregion der Salzburger Kirche in Gussew (Gumbinnen) gehört und der Propstei Kaliningrad der Evangelisch-Lutherischen Kirche Europäisches Russland (ELKER) angegliedert ist.